# Hotel Congost
Hotel Congost és una obra noucentista de Figaró-Montmany (Vallès Oriental) inclosa a l'Inventari del Patrimoni Arquitectònic de Catalunya.

## Descripció

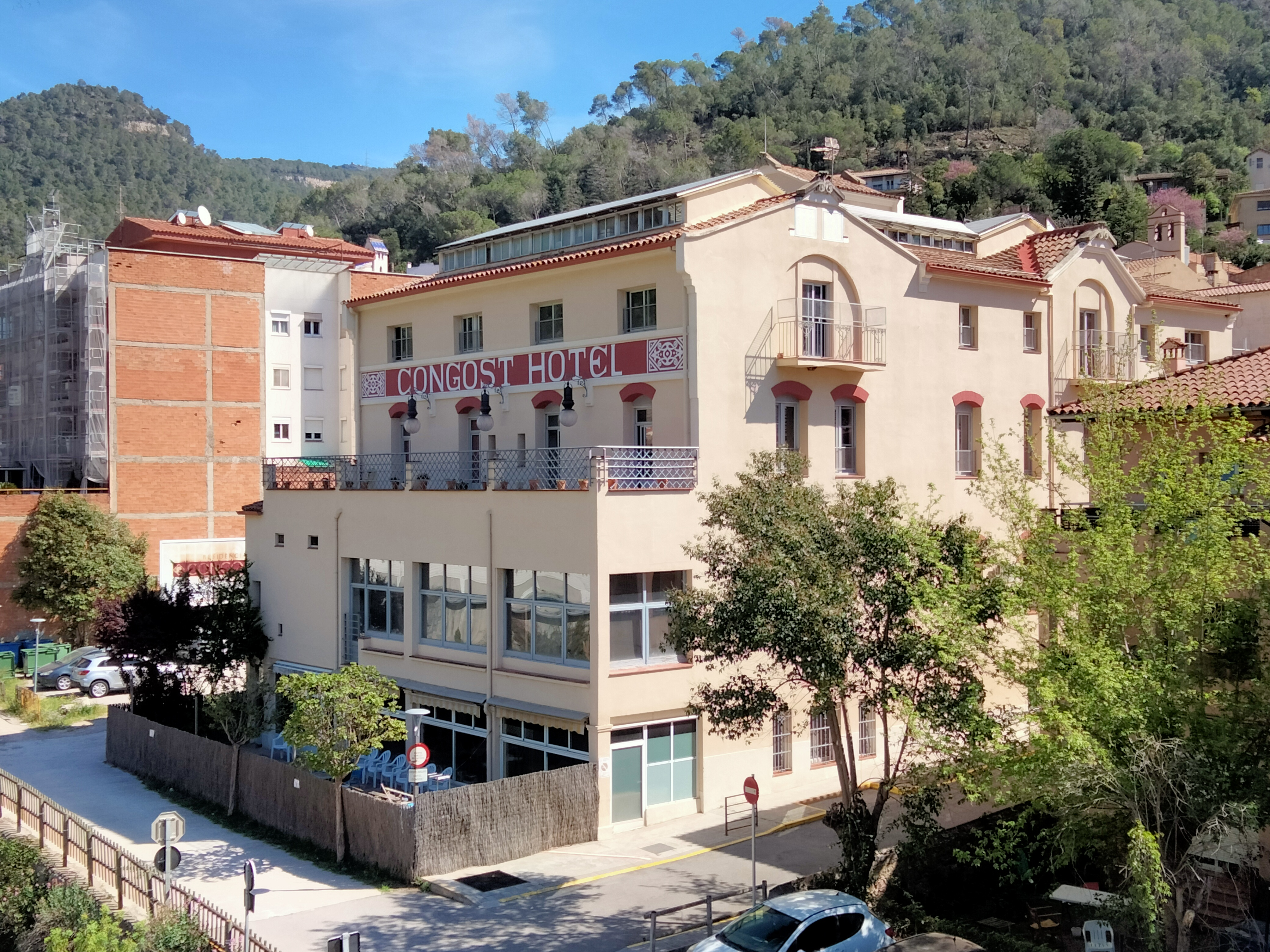
Vista des del Pont Nou sobre el Congost

Edifici aïllat situat dins el teixit urbà. És un edifici de grans proporcions, de planta rectangular i coberta composta. Consta de planta baixa i dos pisos d'alçada, però aprofita el desnivell del terreny per tenir soterrani. Sobresurt una torre-mirador coberta a doble vessant, on hi ha una finestra d'arc de mig punt partida amb tres buits, que dona unitat al pis superior de l'edifici, on s'hi troben altres finestres similars. Hi ha obertures amb emmarcaments de maó. Tots els capcers tenen un frontó.

## Història
La construcció de l'hotel està lligada a la importància que va adquirir el Figaró com a centre d'estiueig des de finals del segle xix. La seva estètica és propera al Noucentisme, tot i que utilitza alguns elements de tipologia Modernista. En desconeix la datació exacta de la casa i el seu autor.